# Чувин, Николай Иванович
Николай Иванович Чувин (5 мая 1919 — 13 ноября 2013) — участник Великой Отечественной войны, заместитель командира эскадрильи 6-го гвардейского штурмового авиационного полка 3-й воздушной армии 1-го Прибалтийского фронта, Герой Советского Союза (1944).

## Биография
Родился 5 мая 1919 года в деревне Тимоновка Брянского уезда Орловской губернии в многодетной рабочей семье. Русский. У Николая было три брата и две сестры. Когда в 1924 году внезапно умер отец, а в 1935 умерла мать, дети остались сиротами. На плечи 15-летнего Николая легли всё домашнее хозяйство: он топил печь, готовил еду, ухаживал за коровой и мелкой птицей. Учился в сельских школах в деревне Тимоновка и селе Супонево.
После окончания 10 классов школы работал разнорабочим (слесарем-инструментальщиком цеха № 10) на заводе имени Кирова в городе Брянске (ныне ЗАО «Брянский арсенал»). Без отрыва от производства продолжал учёбу в школе рабочей молодёжи.
В 1939 году выпускник Брянского аэроклуба Н. И. Чувин — в рядах РККА, был зачислен курсантом Чугуевской военно-авиационной школы пилотов.
Сержант Н. И. Чувин — участник Великой Отечественной войны с июня 1941 года. Воевал на истребителях И-16, штурмовиках Ил-2 и других типах самолётов на Западном, Юго-Западном, Калининском, 1-м Прибалтийском и 3-м Белорусском фронтах, участвовал в боях в небе над Киевом и Уманью.
В октябре 1941 года 74-й штурмовой авиационный полк, в котором служил сержант Н. И. Чувин, был передислоцирован на полевой аэродром посёлка Волово Тульской области. Лётчикам полка была поставлена задача прикрывать железнодорожную станцию Волово и наносить удары по немецким войскам, наступавших со стороны Орла на Тулу вдоль железной дороги Тула—Орёл и по параллельно расположенному шоссе. Железнодорожная станция Волово имела важное стратегическое значение, поскольку по ней из восточных районов СССР на фронт шли эшелоны с вооружением, снаряжением, продовольствием и войсками. Станция постоянно подвергалась бомбардировкам со стороны немецкой авиации.
27 октября 1941 года сержант Н. И. Чувин вылетел на своём Ил-2 в район станции Горбачёво и города Плавска для штурмовки колонны противника. Для прикрытия были выделены пять Як-1, которые базировались недалеко у станции Волово. Однако внезапно в небе появились 5 немецких самолётов Ме-110, направлявшиеся к станции Волово. Сержант Н. И. Чувин, не дожидаясь подлёта своих истребителей, вступил в неравный бой с самолётами противника. В результате воздушного боя он сбил один Ме-110 (по собственным воспоминаниям — два), а с остальными разобрались подлетевшие истребители. Не приземляясь на свой аэродром, Н. И. Чувин в сопровождении истребителей взял курс на станцию Горбачёво, где на шоссе Горбачёво—Плавск уничтожил 5 автомашин противника и рассеял всю автоколонну. На последнем заходе зенитный снаряд разбил лобовое стекло, вышел из строя компас, лётчик был ранен осколками в руку и лицо. Управлять самолётом становилось всё сложнее и Н. И. Чувин принял решение садиться. С трудом выбрав площадку, благополучно сел. Местные жители помогли лётчику выбраться из кабины, а подъехавший врач сделал перевязку. Почувствовав себя лучше, Н. И. Чувин сел за штурвал (левый глаз мог видеть через щель в бинтах), взлетел и прилетел на аэродром, где его уже не ждали. За этот эпизод награждён первым орденом Ленина (10 ноября 1941).
Член ВКП(б)/КПСС с 1942 года.
К январю 1944 года на боевом счету заместителя командира эскадрильи 6-го гвардейского штурмового авиационного полка (3-я воздушная армия, 1-й Прибалтийский фронт) гвардии старшего лейтенанта Н. И. Чувина — 130 боевых вылетов на штурмовку войск противника, уничтожено 3 самолёта противника в воздушных боях, ещё 3 — на земле и много другой техники.
Указом Президиума Верховного Совета СССР от 13 апреля 1944 года «за образцовое выполнение боевых заданий командования на фронте борьбы с немецко-фашистскими захватчиками и проявленные при этом мужество и героизм», гвардии старшему лейтенанту Николаю Ивановичу Чувину присвоено звание Героя Советского Союза с вручением ордена Ленина и медали «Золотая Звезда» (№ 3371).
Всего за годы войны Н. И. Чувин совершил 223 боевых вылета на штурмовку войск противника, в воздушных боях уничтожил 11 немецких самолётов (6 лично и 5 самолётов в групповом бою). Четыре раза был ранен и трижды контужен, но после излечения в госпиталях возвращался на фронт.
После войны Н. И. Чувин продолжил службу в ВВС СССР. В 1946 году окончил Военно-воздушную академию, а в 1954 году — Военно-политическую академию. С 1959 года полковник Н. И. Чувин — в запасе. Работал в Министерстве иностранных дел СССР, по-долгу выезжал за границу, в том числе и в Монголию. С 1962 по 1982 год работал в Государственном комитете по внешним экономическим связям. Жил в Москве.
Умер 13 ноября 2013 года. Похоронен на Троекуровском кладбище в Москве.

## Награды и звания
- Герой Советского Союза (13 апреля 1944);
- три ордена Ленина (10 ноября 1941, 28 марта 1942, 13 апреля 1944);
- орден Красного Знамени (17 августа 1943);
- два ордена Отечественной войны I степени (20 февраля 1943, 11 марта 1985);
- орден Красной Звезды;
- медали;
- почётный гражданин Супоневского сельского поселения.

## Память
В 2005 году в честь Н. И. Чувина названа Супоневская средняя общеобразовательная школа № 1. В школьном музее значительное место занимает посвящённая ему экспозиция, в состав которой входит, в том числе, бюст Николая Ивановича.